# Problemtyp
In der künstlichen Intelligenz unterscheidet man vier Problemtypen:
1. Das Ein-Zustands-Problem
2. Das Mehr-Zustands-Problem
3. Das Kontingenz-Problem
4. Das Explorations-Problem

Die genannten Problemtypen treten vor allem im Zusammenhang mit planenden Agenten auf.

## Problemtypen

### Ein-Zustands-Problem
Beim Ein-Zustands-Problem ist dem Agenten der eigene Zustand vollständig bekannt. (Die Umgebung ist zugänglich). Außerdem sind dem Agenten die Folgen seiner Aktionen bekannt. 
Mit diesem Wissen ausgestattet, kann der Agent einen Plan aufstellen, der ihn in einen Zielzustand bringt.

### Mehr-Zustands-Problem
Beim Mehr-Zustands-Problem ist dem Agenten bekannt, welche Folgen seine Aktionen haben. Der Agent weiß allerdings nicht, in welchem Zustand er sich befindet. Allerdings ist dem Agenten bewusst, welche Zustände die Umgebung annehmen kann.
Mit diesem Wissen ausgestattet, kann der Agent einen Plan aufstellen. Im Gegensatz zum Ein-Zustands-Problem bestehen die Knoten des Plans nicht aus einzelnen Weltzuständen, sondern aus all den Weltzuständen, die durch die bisherige Aktionsfolge noch möglich sind. Jede weitere Aktion verkleinert die Menge der Weltzustände, in der sich der Agent momentan befinden kann, oder lässt sie zumindest gleich.

### Kontingenz-Problem
Das Kontingenzproblem zeichnet sich durch die Unsicherheit von Aktionen aus. 

Der Agent kennt seine momentane Situation. Ihm sind auch die möglichen Aktionen bekannt, die er ausführen kann, und was sie bewirken. Allerdings kann der Agent nicht davon ausgehen, dass seine Aktionen erfolgreich verlaufen (und das weiß der Agent). 
Der Agent ist trotzdem in der Lage, mit unsicherem Wissen zu planen.

### Explorations-Problem
Dem Agenten ist weder der aktuelle Weltzustand bekannt noch welche Folgen die Aktionen des Agenten auf seine Umgebung haben. Deshalb ist der Agent gezwungen zu probieren, um zu lernen.